# Вилковський Петропавлівський монастир
Вилковський Петропавлівський монастир — ліквідований чоловічий старообрядницький монастир, що існував на Піщаному острові поблизу міста Вилкове (нині Одеська область України) з середини XIX століття до 1948 року.

## Історія
Монастир заснований у 1840-х роках поблизу із містом Вилкове, нижче за течією Дунаю. Згідно з відомостями єпископа Мелхиседека, монастир побудував якийсь ієромонах Симеон, який переселився з Росії; у монастирі була церква, освячена старообрядницьким архієпископом Славським Іринархом 29 червня 1870 року; проживало 5 або 6 ченців. У 1856 — 1878 роках ці землі перебувають у складі турецького васального Молдавського князівства (згодом Об'єднаного князівства Волощини і Молдавії). У «Довідці про заснування монастиря» 1945 згадується, що «культурний розвиток» монастир прийняв у 1860 році завдяки ченцям Арсенію та Пафнутію.
На початок XX століття в монастирі проживало близько 40 ченців, було дві церкви: літня на честь Петра і Павла та зимова в ім'я святителя Миколи Чудотворця. Зимовий храм облаштований в 1900 році ігуменом Галактіоном у приміщенні трапезної. Влада не давали на це дозвіл, тому він був закритий за розпорядженням повітового наставника.
Після захоплення Бессарабії Румунією у 1918 році монастир поступово занепадає через припинення пожертвувань із Росії, але має прихільність та підтримку румунської влади. У 1940 році радянська влада закриває монастир, але після повернення румунських військ монахи повернулися. У 1943 році румунська влада виділила монастирю 20 тисяч леїв грошової допомоги та планували дати ще 100 тисяч у вересні 1944 року, але в серпні 1944 року у Вилкове повернулася Червона армія.
У 1945 році в монастирі проживали 5 ченців, 4 послушника й найманий економ. Літня церква була на той час зруйнована, а служби велися у зимовому храмі. В обителі було три житлових будинки, один із яких і частина другого У серпні 1944 року зайняли прикордонники. Між прикордонниками та ченцями виникали конфлікти. Уповноважений у справах релігійних культів при Раді Міністрів СРСР по Ізмаїльській області А. Є. Остапенко писав голові Ради у справах релігійних культів при РНК СРСР І. В. Полянському про те, що монастир дотримується прорумунської орієнтації й поминає митрополита Тихона (Качалкіна). У серпні 1948 року влада закрила монастир, а його майно передано в старообрядницькі храми Вилкового.
У липні 2012 року в пам'ять про монастир збудовано каплицю на честь святих Петра і Павла, освячена єпископом Київським і всієї України Саватієм і приписана до Микільської церкви Вилкового.

## Побут
Головним промислом монастиря, як і всіх жителів дельти Дунаю, було рибальство. Крім того, ченці займалися городництвом й заклали фруктовий сад. Для цього попередньо штучно створювався ґрунт, використовуючи добуту з плавунів землю. Вирощували фруктові дерева, виноград, злаки, кавуни, зелень та інші культури.